# World Open 2010
World Open 2010 był drugim turniejem rankingowym w sezonie snookerowym 2010/2011. Rozegrany został w dniach 18–26 września 2010 roku, a miejscem jego rozegrania była hala widowiskowa Scottish Exhibition and Conference Centre w Glasgow.
Obrońcą tytułu był Neil Robertson, który zdołał obronić tytuł pokonując w finale Ronnie O’Sullivana 5-1.
Podobnie jak w poprzednim roku, pary w kolejnych rundach nie były określone przez drabinkę tylko poprzez losowanie. Zmiana nastąpiła jednak w kwalifikacjach, w których brali udział wszyscy zawodnicy (także z czołowej 16 światowego rankingu), oraz w tym, że wszystkie mecze, zarówno kwalifikacyjne jak i te z fazy zasadniczej turnieju (oprócz finału), rozgrywane były do 3 zwycięskich frame’ów. Finał rozegrany został do 5 wygranych frame’ów.
W Polsce turniej transmitowała komercyjna stacja Eurosport.

## Nagrody
Zwycięzca: £100 000

II miejsce: £40 000
Półfinalista: £20 000

Ćwierćfinalista: £12 500

Last 16: £7 500

Last 32: £5 000

Last 64: £2 500

Last 96: £1 500
Najwyższy break kwalifikacji: £500

Najwyższy break fazy zasadniczej turnieju: £4 000
Maksymalny break w kwalifikacjach: nie przewidziano

Maksymalny break w fazie zasadniczej turnieju: nie przewidziano
Łączna pula nagród: £502 500

## Zawodnicy
W tegorocznej edycji turnieju World Open wszyscy zawodnicy brali udział w kwalifikacjach. Wyłoniły one 32 zawodników, którzy wzięli udział w fazie zasadniczej turnieju (w nawiasie podano miejsce zajmowane wówczas przez zawodnika w światowym rankingu snookerowym):
| 1. Neil Robertson (2) 2. Ronnie O’Sullivan (3) 3. Allister Carter (4) 4. Ding Junhui (5) 5. Stephen Maguire (6) 6. Mark Williams (8) 7. Stephen Hendry (11) 8. Marco Fu (14) 9. Jamie Cope (17) 10. Peter Ebdon (18) 11. Ricky Walden (20) 12. Barry Hawkins (21) 13. Stephen Lee (23) 14. Matthew Stevens (25) 15. Mark Davis (26) 16. Judd Trump (27) | 1. Ken Doherty (30) 2. Dave Harold (31) 3. Andrew Higginson (32) 4. Mike Dunn (33) 5. Nigel Bond (38) 6. Marcus Campbell (40) 7. Martin Gould (43) 8. Alan McManus (46) 9. Fergal O’Brien (47) 10. Jimmy Michie (56) 11. David Morris (59) 12. Jimmy White (60) 13. Shailesh Jogia (69) 14. Matthew Couch (71) 15. James McBain (90) 16. Liu Song (nkl) |

## Sędziowie
- Michaela Tabb
- Jan Verhaas
- Eirian Williams

## Wydarzenia związane z turniejem
- 20 września w trakcie trzeciej rundy kwalifikacji Ronnie O’Sullivan wbił dziesiątego w swojej karierze breaka maksymalnego w meczu z Markiem Kingiem[3].
- Martin Gould po raz pierwszy w karierze awansował do ćwierćfinału turnieju rankingowego.

## Przebieg turnieju
Ta sekcja będzie uzupełniana w trakcie trwania turnieju

## Rozegrane mecze

### Pierwsza Runda
- Poniedziałek, 20 września – 12:30

| Matthew Stevens | 2–3 | Alan McManus |
| Shailesh Jogia  | 1–3 | Liu Song     |

- Poniedziałek, 20 września – 19:00

| Jamie Cope | 3–2 | Dave Harold     |
| Mike Dunn  | 1–3 | Marcus Campbell |

- Wtorek, 21 września – 13:00

| Allister Carter | 1–3 | Mark Williams |
| Ding Junhui     | 3–1 | Jimmy Michie  |
| Stephen Lee     | 3–2 | Nigel Bond    |

- Wtorek, 21 września – 19:00

| Stephen Hendry | 3–0 | Mark Davis     |
| Peter Ebdon    | 3–2 | Fergal O’Brien |

- Środa, 22 września – 12:30

| Neil Robertson | 3–1 | David Morris |

- Środa, 22 września – około 14:00

| Barry Hawkins | 3–1 | Ken Doherty  |
| James McBain  | 0–3 | Ricky Walden |

- Czwartek, 23 września – 19:00

| Judd Trump   | 2–3 | Stephen Maguire |
| Martin Gould | 3–0 | Matthew Couch   |

- Czwartek, 23 września – 12:30

| Ronnie O’Sullivan | 3–1 | Jimmy White      |
| Marco Fu          | 1–3 | Andrew Higginson |

### Druga Runda
- Czwartek, 23 września – 12:30

| Marcus Campbell | 0–3 | Ding Junhui |

- Czwartek, 23 września – 19:00

| Mark Williams | 3–2 | Barry Hawkins |
| Peter Ebdon   | 3–2 | Liu Song      |

- Piątek, 24 września – 12:30

| Jamie Cope     | 1–3 | Ricky Walden      |
| Stephen Hendry | 1–3 | Ronnie O’Sullivan |
| Alan McManus   | 0–3 | Stephen Maguire   |

- Piątek, 24 września – 19:00

| Neil Robertson | 3–2 | Andrew Higginson |
| Stephen Lee    | 0–3 | Martin Gould     |

### Ćwierćfinały
- Sobota, 25 września – 13:00

| Mark Williams | 3–2 | Ding Junhui  |
| Peter Ebdon   | 3–1 | Martin Gould |

- Sobota, 25 września – 19:00

| Ronnie O’Sullivan | 3–1 | Stephen Maguire |
| Ricky Walden      | 1–3 | Neil Robertson  |

### Półfinały
- Niedziela, 26 września – 14:00

| Peter Ebdon   | 1–3 | Ronnie O’Sullivan |
| Mark Williams | 2–3 | Neil Robertson    |

## Finał
| Finał: Do 5 frame’ów Scottish Exhibition and Conference Centre, Glasgow, Szkocja, 26 września 2010. Sędzia: Eirian Williams |                    |                |
| Ronnie O’Sullivan | 1-5                | Neil Robertson |
| Sesja wieczorna: 51-75, 0-107(107), 79(72)-18, 15–73(59), 0–66(66), 44–63                                                   |                    |                |
| 72 | Najwyższy break    | 107            |
| 0 | Breaki stupunktowe | 1              |
| 1 | Breaki 50-punktowe | 3              |

## Breaki stupunktowe fazy zasadniczej turnieju
- Ronnie O’Sullivan 135, 116
- Stephen Maguire 132
- Fergal O’Brien 129
- Mark Williams 112
- Ding Junhui 110, 109
- Ricky Walden 109
- Neil Robertson 107, 101
- Liu Song 107

## Statystyki turnieju

### Statystyki pierwszej rundy
|           | Państwo   | Il. zawodników | % zawodników |
| --------- | --------- | -------------- | ------------ |
| Anglia    | Anglia    | 18             | 56,25%       |
| Szkocja   | Szkocja   | 5              | 15,63%       |
| Irlandia  | Irlandia  | 3              | 9,38%        |
| Walia     | Walia     | 2              | 6,25%        |
|           | Chiny     | 2              | 6,25%        |
| Australia | Australia | 1              | 3,13%        |
| Hongkong  | Hongkong  | 1              | 3,13%        |

- Liczba uczestników rundy: 32 zawodników
- Liczba rozegranych partii (maksymalnie możliwa): 66 (80)
- Średnia liczba partii w meczu: 4,13
- Najwyższe zwycięstwo: 3-0
- Liczba meczów rozstrzygniętych w ostatniej partii: 5

### Statystyki drugiej rundy
|           | Państwo   | Il. zawodników | % zawodników |
| --------- | --------- | -------------- | ------------ |
| Anglia    | Anglia    | 8              | 50,00%       |
| Szkocja   | Szkocja   | 4              | 25,00%       |
|           | Chiny     | 2              | 12,50%       |
| Walia     | Walia     | 1              | 6,25%        |
| Australia | Australia | 1              | 6,25%        |

- Liczba uczestników rundy: 16 zawodników
- Liczba rozegranych partii (maksymalnie możliwa): 28 (40)
- Średnia liczba partii w meczu: 3,50
- Najwyższe zwycięstwo: 3-0
- Liczba meczów rozstrzygniętych w ostatniej partii: 3

### Statystyki ćwierćfinałów
|           | Państwo   | Il. zawodników | % zawodników |
| --------- | --------- | -------------- | ------------ |
| Anglia    | Anglia    | 4              | 50,00%       |
| Szkocja   | Szkocja   | 1              | 12,50%       |
|           | Chiny     | 1              | 12,50%       |
| Walia     | Walia     | 1              | 12,50%       |
| Australia | Australia | 1              | 12,50%       |

- Liczba uczestników rundy: 8 zawodników
- Liczba rozegranych partii (maksymalnie możliwa): 17 (20)
- Średnia liczba partii w meczu: 4,25
- Najwyższe zwycięstwo: 3-1
- Liczba meczów rozstrzygniętych w ostatniej partii: 1

### Statystyki półfinałów
|           | Państwo   | Il. zawodników | % zawodników |
| --------- | --------- | -------------- | ------------ |
| Anglia    | Anglia    | 2              | 50,00%       |
| Walia     | Walia     | 1              | 25,00%       |
| Australia | Australia | 1              | 25,00%       |

- Liczba uczestników rundy: 4 zawodników
- Liczba rozegranych partii (maksymalnie możliwa): 9 (10)
- Średnia liczba partii w meczu: 4,50
- Najwyższe zwycięstwo: 3-1
- Liczba meczów rozstrzygniętych w ostatniej partii: 1

## Kwalifikacje
Mecze kwalifikacyjne odbyły się w dniach 21 – 24 sierpnia 2010 roku w Pontin's Centre w Prestatyn w Walii. Wyłoniły one 16 zawodników, którzy w pierwszej rundzie turnieju zmierzyli się z najlepszą 16 światowego rankingu snookerowego.

## Mecze kwalifikacji

### Runda 1
Wszyscy zakwalifikowani amatorzy i zawodowcy z miejsc 65 – 96 światowego rankingu snookerowego
Do 3 frame’ów
| Jamie Jones        | 3–0 | Tony Knowles              |
| Matt Williams      | 1–3 | Paul Davison              |
| John Whitty        | 0–3 | Thanawat Thirapongpaiboon |
| Noppon Saengkham   | 3–1 | Luca Brecel               |
| Igor Figueiredo    | 3–2 | Liu Chuang                |
| Liam Highfield     | 3–1 | Michael White             |
| Justin Astley      | 3–2 | Michael Wasley            |
| Chris Norbury      | 3–0 | Richard Beckman           |
| Adam Wicheard      | 2–3 | James McBain              |
| Daniel Wells       | 3–1 | Jamie O’Neill             |
| Jak Jones          | 1–3 | Shailesh Jogia            |
| Patrick Wallace    | 3–0 | Kurt Maflin               |
| Jack Lisowski      | 3–1 | Ryan Causton              |
| Xiao Guodong       | 3–0 | James Loft                |
| Thepchaiya Un-Nooh | 3–1 | Reanne Evans              |
| Julian Logue       | 1–3 | Joel Walker               |
| Mike Finn          | 0–3 | Kyren Wilson              |
| Habib Subah        | 1–3 | Darren Morgan             |
| Mitchell Mann      | 0–3 | Ben Woollaston            |
| Andrew Pagett      | 2–3 | Kuldesh Johal             |
| Anish Gokool       | 0–3 | Sam Harvey                |
| Patrick Einsle     | 2–3 | Dermot McGlinchey         |
| Issara Kachaiwong  | 2–3 | James McGouran            |
| Sam Baird          | 3–2 | Zhang Anda                |
| Gary Thomson       | 0–3 | Lasse Münstermann         |
| Anthony McGill     | 3–1 | Ian Glover                |
| Mario Geudens      | 3–2 | Jason Devaney             |
| Anita Rizzuti      | 0–3 | Alfie Burden              |
| Allan Morgan       | 0–3 | Liu Song                  |
| Marc Davis         | 0–3 | Matthew Couch             |
| Wendy Jans         | 1–3 | Simon Bedford             |
| Jamie Edwards      | 1–3 | Craig MacGillivray        |

### Runda 2
Zwycięzcy pojedynków pierwszej rundy i zawodowcy z miejsc 33 – 64 światowego rankingu snookerowego
Do 3 frame’ów
| Jamie Burnett      | 0–3 | Adrian Gunnell            |
| Dominic Dale       | 3–1 | Sam Harvey                |
| Ben Woollaston     | 3–0 | Justin Astley             |
| Liu Song           | 3–1 | Barry Pinches             |
| Anthony Hamilton   | 1–3 | James McBain              |
| Jimmy White        | 3–0 | Michael Judge             |
| Dermot McGlinchey  | 1–3 | Paul Davison              |
| Anthony McGill     | 3–1 | Mario Geudens             |
| Tom Ford           | 1–3 | Alfred Burden             |
| Paul Davies        | 3–2 | James McGouran            |
| Bjorn Haneveer     | 3–2 | Joe Swail                 |
| Thepchaiya Un-Nooh | 3–0 | Peter Lines               |
| Simon Bedford      | 3–2 | Jimmy Robertson           |
| Liam Highfield     | 2–3 | Fergal O’Brien            |
| Noppon Saengkham   | 0–3 | Martin Gould              |
| Matthew Couch      | 3–0 | Ian McCulloch             |
| Jimmy Michie       | 3–2 | Mark Joyce                |
| Jamie Jones        | 3–0 | Sam Baird                 |
| Darren Morgan      | 3–2 | Xiao Guodong              |
| Tony Drago         | 3–1 | Joel Walker               |
| Joe Delaney        | 2–3 | Thanawat Thirapongpaiboon |
| Chris Norbury      | 1–3 | Alan McManus              |
| Stuart Pettman     | 3–0 | Kyren Wilson              |
| Matthew Selt       | 3–1 | Lasse Münstermann         |
| Rod Lawler         | 2–3 | Nigel Bond                |
| Marcus Campbell    | 3–0 | Daniel Wells              |
| Jack Lisowski      | 1–3 | Andy Hicks                |
| Rory McLeod        | 3–1 | Kuldesh Johal             |
| Igor Figueiredo    | 3–0 | David Gilbert             |
| Robert Milkins     | 1–3 | David Morris              |
| Patrick Wallace    | 1–3 | Shailesh Jogia            |
| Craig MacGillivray | 0–3 | James Wattana             |

### Runda 3
Zwycięzcy pojedynków drugiej rundy i zawodowcy z miejsc 1 – 32 światowego rankingu snookerowego
Do 3 frame’ów
| Judd Trump       | 3–0 | Thanawat Thirapongpaiboon |
| Marco Fu         | 3–2 | Alfred Burden             |
| Matthew Selt     | 0–3 | Martin Gould              |
| Fergal O’Brien   | 3–1 | Dominic Dale              |
| Ricky Walden     | 3–1 | Andy Hicks                |
| Darren Morgan    | 2–3 | Matthew Stevens           |
| Andrew Higginson | 3–1 | Liang Wenbo               |
| Gerard Greene    | 2–3 | Shailesh Jogia            |
| Marcus Campbell  | 3–1 | Simon Bedford             |
| Liu Song         | 3–1 | Michael Holt              |
| Alan McManus     | 3–0 | Anthony McGill            |
| James Wattana    | 2–3 | Jimmy Michie              |
| Rory McLeod      | 1–3 | Nigel Bond                |
| Mark Davis       | 3–0 | Jamie Jones               |
| Tony Drago       | 1–3 | Stephen Lee               |
| Mike Dunn        | 3–1 | Ryan Day                  |
| David Morris     | 3–0 | Ben Woollaston            |
| Mark Allen       | 2–3 | James McBain              |
| Matthew Couch    | 3–0 | Paul Davies               |
| Ken Doherty      | 3–2 | Joe Perry                 |
| Stuart Bingham   | 2–3 | Jamie Cope                |

Mecze rozegrane w Glasgow:
| Shaun Murphy    | 0–3 | Dave Harold        |
| Paul Davison    | 2–3 | Jimmy White        |
| Ding Junhui     | 3–0 | Adrian Gunnell     |
| Allister Carter | 3–1 | Thepchaiya Un-Nooh |
| Steve Davis     | 1–3 | Peter Ebdon        |
| Neil Robertson  | 3–1 | Graeme Dott        |
| Stephen Hendry  | 3–0 | Bjorn Haneveer     |
| Stuart Pettman  | 2–3 | Stephen Maguire    |
| Mark King       | 0–3 | Ronnie O’Sullivan  |
| Mark Selby      | 2–3 | Barry Hawkins      |
| Mark Williams   | 3–0 | Igor Figueiredo    |

## Breaki stupunktowe kwalifikacji
- Ronnie O’Sullivan 147
- Joe Swail 139
- Barry Hawkins 127
- Mark Davis 122
- Thepchaiya Un-Nooh 115
- Fergal O’Brien 113
- James McBain 113
- Mark Selby 109
- Anthony McGill 108
- Judd Trump 108
- Mark Allen 108
- Jamie Cope 105
- Liu Song 104
- Matthew Stevens 104
- Ricky Walden 103
- Neil Robertson 103
- David Morris 101